# ساسر کانگری
ساسر کانگری (انگلیسی: Saser Kangri) کوهی در لداخ هند است که با ارتفاع ۷٬۶۷۲ متر، بلندترین قله ساسر موزتاق (شرقی‌ترین زیررشته از رشته‌کوه قره‌قروم) به‌شمار می‌رود. ساسر کانگری در سمت شرقی خط کنترل قرار دارد.